# SUPER BEST FILES 1995〜1998
『SUPER BEST FILES 1995〜1998』（スーパーベストファイルズ 1995〜1998）は、日本の音楽ユニットTWO-MIXが1998年12月21日に発売されたベスト・アルバム。

## 背景
1997年に発売された『BPM "BEST FILES"』に続くベスト・アルバムだが、当時TWO-MIXは、レコード会社移籍先を決めているときで、各所に移籍情報が飛び交う中、キングレコードが「緊急発表」としてこのアルバムのリリースが決定された。だが、これは当時所属していたイズムアーティストが、キングレコードとワーナーミュージック・ジャパンの二重契約で利益を出そうとしていたことが明るみになり、訴訟を避ける手段として緊急でリリースしたことが原因で、非公式として発表された。

## 構成
タイトル通りTWO-MIXがデビューした1995年から1998年までの楽曲を収録されている。キングレコードで発売されたシングル曲は、すべてシングルバージョンで収録されている。そのため、10thシングル「TIME DISTORTION」と11thシングル「BEAT OF DESTINY」のシングルバージョンはアルバム初収録となった。
前述の通り非公式として発売されたが、2002年に発売されたCD-BOX『TWO-MIX COLLECTION BOX 〜Categorhythm〜』のブックレットには、公式アルバムとしてディスコグラフィに記載されている。

## 収録曲
| 全作詞: 永野椎菜。 |                                  |                     |            |                      |      |
| #                  | タイトル                         | 作詞                | 作曲       | 編曲                 | 時間 |
| 1.                 | 「JUST COMMUNICATION」           | 永野椎菜 [ 注釈 1 ] | 馬飼野康二 | TWO-MIX              | 4:18 |
| 2.                 | 「RHYTHM EMOTION」               | 永野椎菜 [ 注釈 1 ] | 高山みなみ | TWO-MIX              | 3:55 |
| 3.                 | 「WHITE SAILING」                | 永野椎菜 [ 注釈 1 ] | 高山みなみ | TWO-MIX              | 4:42 |
| 4.                 | 「T・R・Y 〜RETURN TO YOURSELF」 | 永野椎菜 [ 注釈 1 ] | 馬飼野康二 | TWO-MIX              | 5:21 |
| 5.                 | 「LOVE REVOLUTION」              | 永野椎菜 [ 注釈 1 ] | 高山みなみ | TWO-MIX              | 4:41 |
| 6.                 | 「Rhythm Generation」            | 永野椎菜 [ 注釈 1 ] | 高山みなみ | TWO-MIX              | 4:18 |
| 7.                 | 「MAXIMUM」                      | 永野椎菜 [ 注釈 1 ] | 高山みなみ | TWO-MIX              | 4:24 |
| 8.                 | 「WHITE REFLECTION」             | 永野椎菜 [ 注釈 1 ] | 高山みなみ | 永野椎菜・高山みなみ | 4:46 |
| 9.                 | 「TRUE NAVIGATION」              | 永野椎菜 [ 注釈 1 ] | 高山みなみ | TWO-MIX              | 4:14 |
| 10.                | 「Summer Planet No.1」           | 永野椎菜 [ 注釈 1 ] | 高山みなみ | TWO-MIX              | 4:32 |
| 11.                | 「LIVING DAYLIGHTS」             | 永野椎菜 [ 注釈 1 ] | 高山みなみ | TWO-MIX              | 5:59 |
| 12.                | 「Time Distortion」              | 永野椎菜 [ 注釈 1 ] | 高山みなみ | TWO-MIX              | 4:25 |
| 13.                | 「GRADUATION」                   | 永野椎菜 [ 注釈 1 ] | 高山みなみ | TWO-MIX              | 4:07 |
| 14.                | 「BEAT OF DESTINY」              | 永野椎菜 [ 注釈 1 ] | 高山みなみ | TWO-MIX              | 5:51 |
| 15.                | 「LAST IMPRESSION」              | 永野椎菜 [ 注釈 1 ] | 高山みなみ | TWO-MIX              | 7:34 |
| 合計時間:          | 合計時間:                        | 合計時間:           | 合計時間:  | 73:07                |      |

## 曲解説
1. JUST COMMUNICATION
  - デビューシングル。
  - テレビ朝日系アニメ『新機動戦記ガンダムW』前期オープニングテーマ。
2. RHYTHM EMOTION
  - 2ndシングル。
  - テレビ朝日系アニメ『新機動戦記ガンダムW』後期オープニングテーマ。
3. WHITE SAILING
  - 2ndアルバム『BPM 143』収録曲。
4. T・R・Y 〜RETURN TO YOURSELF
  - 3rdシングル。
  - TBS系『スーパーサッカー』エンディングテーマ。
5. LOVE REVOLUTION
  - 4thシングル。
  - テレビ朝日系ドラマ『KIRARA』オープニングテーマ。
6. Rhythm Generation
  - 5thシングル。
  - テレビ東京系『ゴジラ王国』オープニングテーマ。
7. MAXIMUM
  - 3rdアルバム『BPM 150MAX』収録曲。
8. WHITE REFLECTION
  - 6thシングル。
  - OVA『新機動戦記ガンダムW Endless Waltz』主題歌。
9. TRUE NAVIGATION
  - 7thシングル。
  - テレビ朝日系『X-ファイルIII』イメージソング。
10. Summer Planet No.1
  - 8thシングル。
  - 東京テレメッセージ「P・PRESS」CMソング。
11. LIVING DAYLIGHTS
  - 9thシングル。
  - テレビ朝日系『NBA FAST BREAK』エンディングテーマ。
12. TIME DISTORTION
  - 10thシングル。シングルバージョンはアルバム初収録。
  - TBS系『王様のブランチ』エンディングテーマ。
13. GRADUATION
  - ミニ・アルバム『FANTASTIX II』収録曲。
14. BEAT OF DESTINY
  - 11thシングル。シングルバージョンはアルバム初収録。
  - テレビ朝日系『ウッチャンナンチャンの炎のチャレンジャー これができたら100万円!!』エンディングテーマ。
  - タケダスポーツ CMソング。
15. LAST IMPRESSION
  - 12thシングル。
  - 劇場版『新機動戦記ガンダムW Endless Waltz 特別編』主題歌。

## リリース履歴
| No. | 日付           | レーベル       | 規格 | 規格品番 | 最高順位 | 備考                                                             |
| --- | -------------- | -------------- | ---- | -------- | -------- | ---------------------------------------------------------------- |
| 1   | 1998年12月21日 | キングレコード | CD   | KICS-711 | 14位     | 初回盤のみスリーブケース仕様、豪華特製ジャケットデザイン集封入。 |